# Lazarevhavet

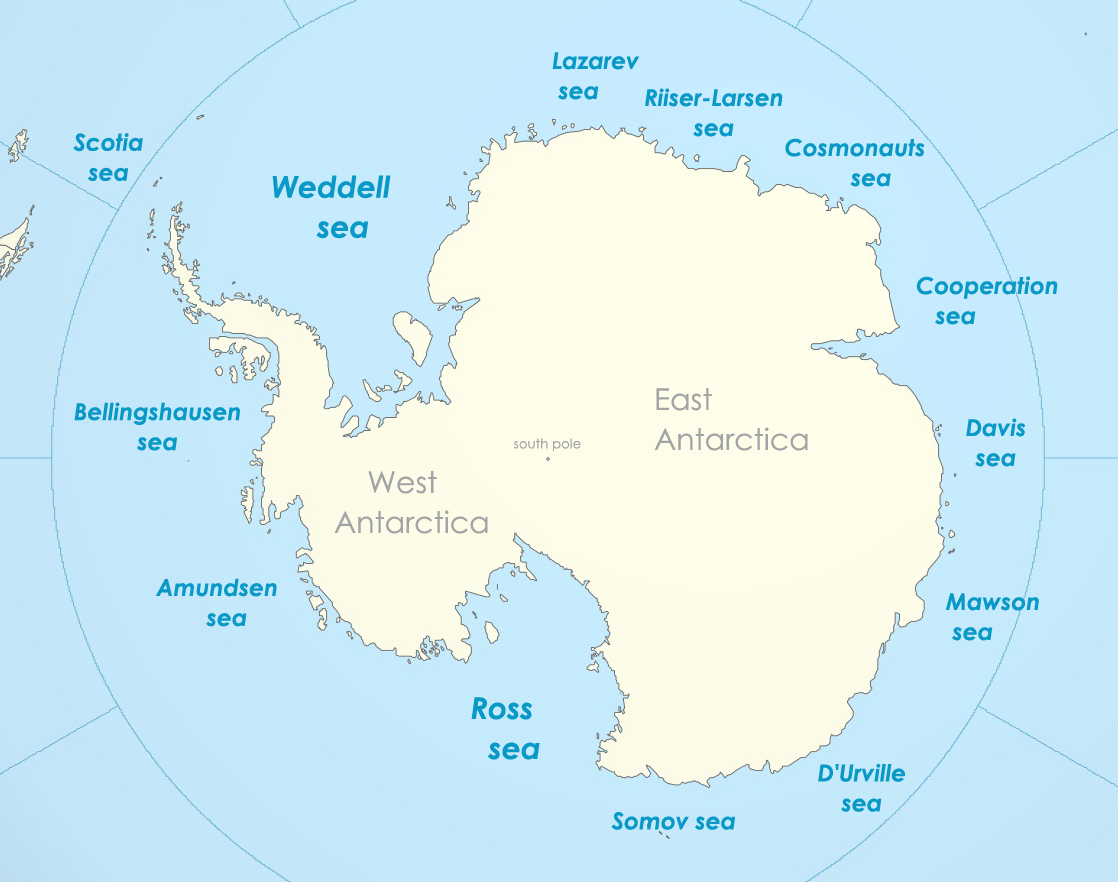
Kosmonauthavet (Cosmonauts sea på bilden) är ett av Antarktis randhav

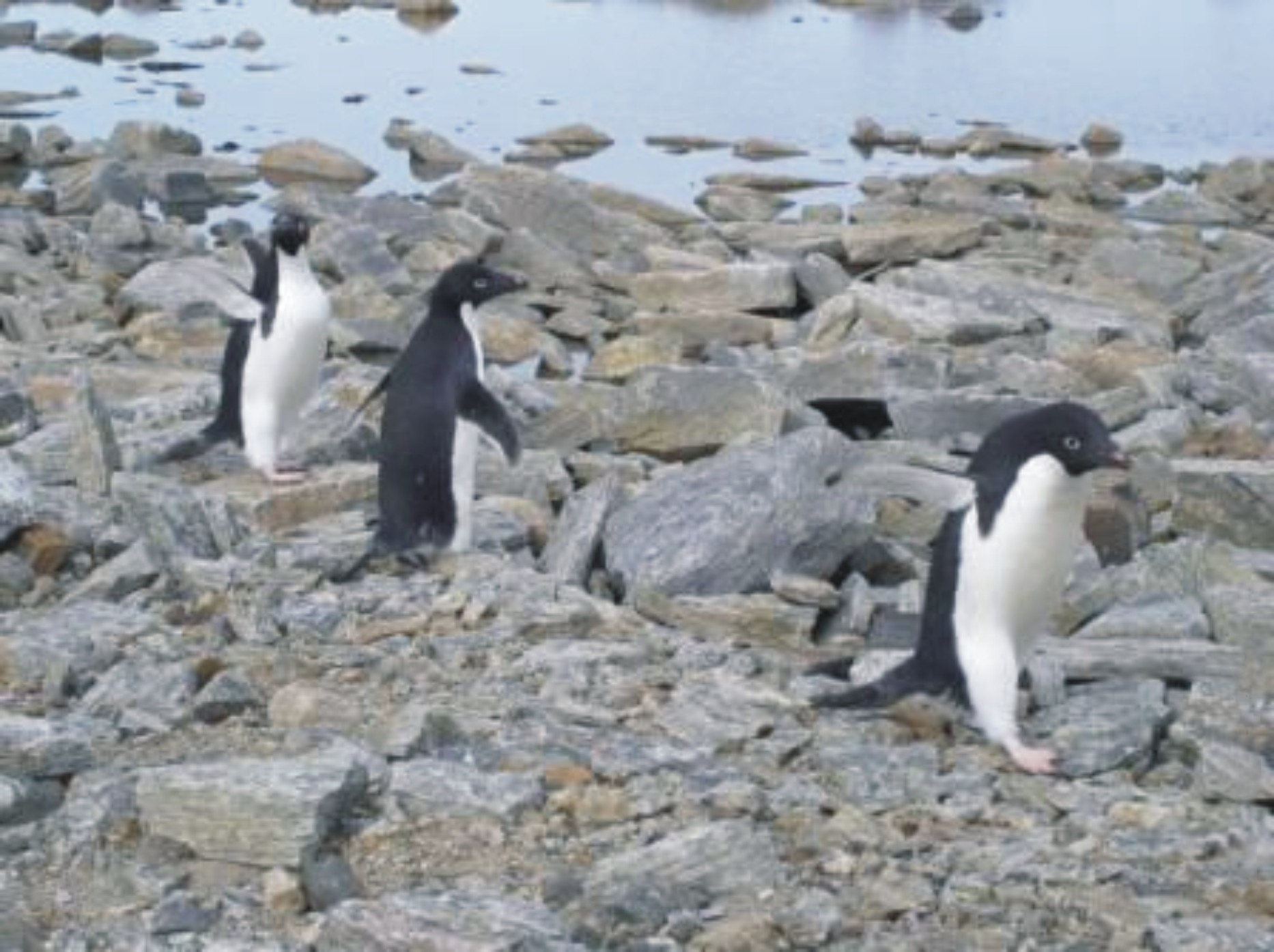
Adeliepingviner nära den ryska forskningsstationen Novolazarevskaja.

Lazarevhavet är ett randhav i Södra ishavet. Det ligger mellan Kong Haakon VII Hav i väster och Riiser-Larsenhavet i öster. Havsområdet täcker en yta på 929 000 km². Havsdjupet är i huvudsak större än 3000 meter, och som mest uppåt 4500 meter. Söder om Lazarevhavet ligger Prinsesse Astrid Kyst i Dronning Maud Land.
Lazarevhavet är uppkallat efter den ryske amiralen och upptäckaren  Mikhail Lazarev (1788-1851). Norge har inte erkänt detta område, utan räknar det som en del av Kong Haakon VII Hav.